# Astragalus berterianus
Astragalus berterianus es una  especie de planta herbácea perteneciente a la familia de las leguminosas. Se encuentra en Asia.

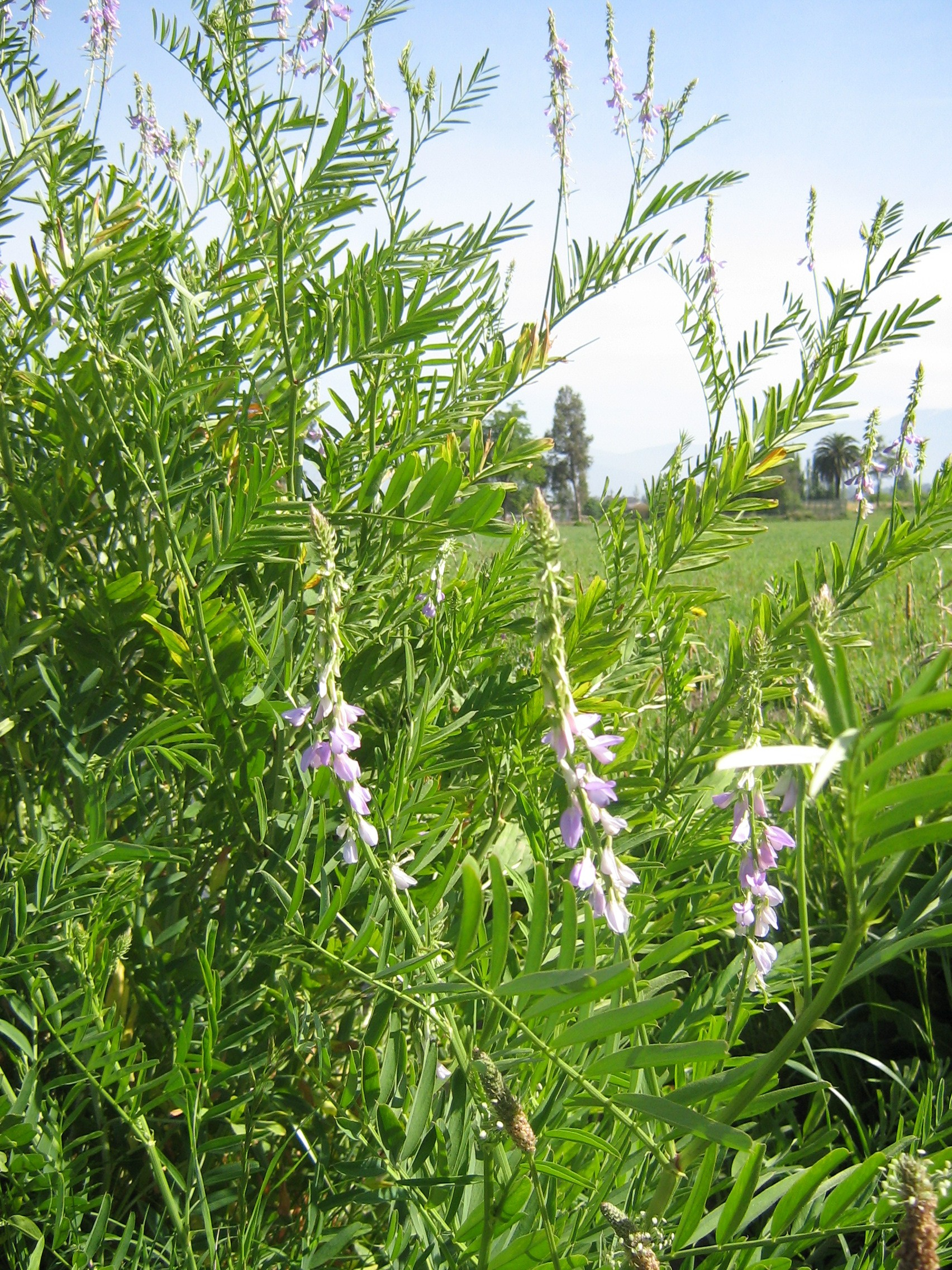
Vista de la planta

## Distribución
Es una planta herbácea perennifolia que se encuentra en Chile, en Biobio, Coquimbo, Maule, O'Higgins, Santiago y Valparaíso.

## Taxonomía
Astragalus berterianus fue descrita por (Moris) Reiche y publicado en Anales de la Universidad de Chile 97: 555, en el año 1897.
Etimología
Astragalus: nombre genérico derivado del griego clásico άστράγαλος y luego del Latín astrăgălus aplicado ya en la antigüedad, entre otras cosas, a algunas plantas de la familia Fabaceae, debido a la forma cúbica de sus semillas parecidas a un hueso del pie.
berterianus: epíteto otorgado en honor del médico y botánico italiano Carlo Giuseppe Bertero (1789-1831).
Sinonimia
- Astragalus aconcaguensis Speg.
- Astragalus canescens (Hook. & Arn.) A.Gray
- Astragalus dolichostachys Reiche
- Astragalus laxiflorus (Phil.) Reiche
- Astragalus laxiflorus var. dissitiflora (Phil.) Reiche
- Astragalus oblongifolius Clos
- Astragalus placens var. oblongifolius (Clos) Reiche
- Astragalus sphaerocarpus Clos
- Phaca berteriana Moris
- Phaca canescens Hook. & Arn.
- Phaca dissitiflora Phil.
- Phaca dolichostachya Phil.
- Phaca laxiflora Phil.
- Tragacantha berteroana (Moris) Kuntze
- Tragacantha oblongifolia (Clos) Kuntze[6]